# Ашчъозек
Ашчъозек (Горчива, Ашчъузек) (на казахски: Ащыөзек; на руски: Ащыозек) е река протичаща по територията на Западноказахстанска област на Казахстан, вливаща се в езерото Аралсор, в северната част на Прикаспийската низина. Дължина 258 km. Площ на водосборния басейн 7150 km².
Река Ашчъозек води началото си под името Горчива от най-северната част на Прикаспийската низина, на 37 m н.в., на 3,5 km южно от село Борси, Западноказахстанска област, в близост до границата с Русия. Тече основно в южно направление през северната част на Прикаспийската низина. Завършва в солончака Жалпак, на -4 m н.в., а през пролетта, по време на пълноводието ѝ се влива в северозападния ъгъл на горчиво-соленото езеро Аралсор, на -3 m н.в. Притоци: Шеримбетсай, Таткенсай, Бершарал (десни). Има предимно свежво подхранване. Среден годишен отток 2,04 m³/sec. Замръзва през ноември, а се размразява през април. Част от водите ѝ се използват за напояване на околните пасища.